# Алиев, Ильхам Музаффар оглы
Ильхам Музаффар оглы Алиев (азерб. İlham Müzəffər oğlu Əliyev; 5 мая 1961 года, Кедабекский район — 19 августа 1990 года, Казах) — азербайджанский советский милиционер, лейтенант, оперуполномоченный отдела уголовного розыска управления милиции Низаминского района города Кировабад. Национальный герой Азербайджана (1992, посмертно).

## Биография

### Юность. Начало службы
Ильхам Музаффар оглы Алиев родился 5 мая 1961 года в Кедабекском районе Азербайджанской ССР в семье Музаффара и Соны Алиевых. В 1978 году окончил среднюю школу, а в 1980 году был призван на службу в Советскую Армию. После окончания службы, Ильхам Алиев в 1982 году начал работать в Управлении коммунального хозяйства Кедабекского района, а после — в механизированном отряде в Исмаиллинском районе.
В 1983 году по направлению Министерства внутренних дел Ильхам Алиев был принят в отдел милиции Исмаиллинского района. Через некоторое время Алиев был переведён в отдел милиции родного Кедабекского района.
В 1985 году Ильхам Алиев поступил в Брянскую среднюю специальную школу милиции. В 1987 году работал участковым инспектором Кедабекского района, затем — участковым инспектором управления милиции Кировабада, а позднее — оперуполномоченным отдела уголовного розыска управления милиции в Кировабаде. За годы службы был неоднократно награждён начальством, получил нагрудный знак «Отличника милиции».

### Армяно-азербайджанский конфликт
В 1987 году начался Карабахский конфликт, приведший к межэтническим столкновениям между азербайджанцами и армянами. На границе Азербайджанской и Армянской ССР стали происходить столкновения между боевиками. После январских же событий в Баку, в столице и ряде других крупных городов Азербайджана было объявлено чрезвычайное положение, туда были введены войска, разоружившие азербайджанские формирования. В результате, хорошо вооружившиеся армянские боевики стали совершать рейды на территорию Азербайджана. Им стали противостоять части Советской Армии и внутренних войск МВД СССР.
В августе на участке северной границы между Азербайджанской и Армянской ССР началась трёхдневная перестрелка. Для восстановления порядка туда были переброшены части внутренних войск МВД СССР. Очевидцы из числа жителей Казахского района отмечали значительное скопление 18 августа 1990 года армянских боевиков у границы.

#### Столкновения 19-20 августа 1990 года
19-20 августа сёла Кемерли, Верхняя Аскипара, Нижняя Аскипара и другие подверглись интенсивному обстрелу из различных видов оружия со стороны Ноемберянского и Иджеванского районов Армении. По сообщению азербайджанской печати, 19 августа, в 7:45 утра около азербайджанского села Нижняя Аскипара Казахского района боевики совершили нападение на автобус, в котором, помимо гражданских лиц, находились и сотрудники милиции. В результате был убит сотрудник Казахского районного отделения внутренних дел, две женщины ранены, ответным же огнём было убито двое боевиков.
Несколько часов спустя подразделения армянских военизированных формирований подвергли обстрелу азербайджанские сёла Верхняя Аскипара, Баганис-Айрум, Нижняя Аскипара и Кушчу-Айрум, расположенные близ границы с Арменией. По словам очевидцев, при атаке наряду с автоматическим оружием применялись гранатомёты, миномёты, градобойные орудия и даже ракеты типа «земля — земля». Первые часы отражение нападения шло успешно. Когда же на четырёх вертолётах из Еревана прибыли дополнительные подразделения боевиков, ими были взяты сёла Верхняя Аскипара и Баганис-Айрум. В этот день, 19 августа, Ильхам Алиев отражал нападения боевиков в селе Нижняя Аскипара. Здание школы, в котором укрылись сотрудники милиции, включая Алиева, было окружено. Алиев решил отвлечь огонь на себя, прикрывая тем самым своих товарищей. В результате он был серьёзно ранен в живот. Ильхама Алиева доставили в больницу города Казах. Несмотря на усилия врачей, Ильхам Алиев скончался после продолжавшейся несколько часов операции.
20 августа в зону боевых действий прибыли дополнительные силы внутренних войск, танки, зенитные установки и боевые вертолёты. Огневые точки боевиков были уничтожены с помощью ракетных ударов с вертолёта. В этот же день оба села были освобождены, а боевики отступили. По данным МВД СССР, в результате вооружённых действий армянских боевиков на территории Казахского района были убиты трое сотрудников милиции, ранено 9 военнослужащих и 13 местных жителей. Согласно сообщениям армянской печати, армянские боевики потеряли 5 человек, 25 получили ранения.
Погибший в ходе столкновений Ильхам Алиев на момент гибели был женат и являлся отцом одного ребёнка. Он был похоронен в Кедабекском районе. Указом Президиума Верховного Совета СССР  награждён орденом Красной Звезды (посмертно).
Указом исполняющего обязанности президента Азербайджанской Республики Исы Гамбарова № 831 от 6 июня 1992 года лейтенанту милиции Алиеву Ильхаму Музаффар оглы за личное мужество и отвагу, проявленные во время защиты территориальной целостности Азербайджанской Республики и обеспечения безопасности мирного населения, было присвоено звание Национального героя Азербайджана (посмертно).

## Память
Средняя школа № 1 города Кедабек носит имя Ильхама Алиева. Перед зданием школы установлен бюст героя.
В 2013 году азербайджанским режиссёром Эльнуром Алиевым был снят цикл документально-художественных фильмов, один из которых был посвящён Ильхаму Алиеву. Роль Национального героя в фильме сыграл актёр Мушфик Алиев.